# Аделаида Бургундская (герцогиня Брабанта)
Аделаида Бургундская (Алиса или Алейда; около 1233 — 23 октября 1273) — дочь герцога Бургундии Гуго IV и Иоланды де Дрё. Герцогиня Брабанта по браку с герцогом Брабанта Генрихом III Добродушным. Регент Брабанта с 1261 по 1268 год.

## Биография

### Брак и дети
В 1251 году, когда Аделаиде было около восемнадцати лет, она вышла замуж за Генриха. За десять лет брака она родила троих сыновей и одну дочь:
- Генрих IV (около 1251 — после 1272), герцог Брабанта. Отрёкся от престола и удалился в монастырь.
- Жан I (1253 — 1294), герцог Брабанта после отречения брата.
- Готфрид, господин Арсхота. В 1277 году женился на Жанне Изабо де Вьерзон (ум. после 1296), погиб в Битве золотых шпор 11 июля 1302 года.
- Мария Брабантская (1256 — 12 января 1321). Замужем за Филиппом III Смелым, королём Франции.

### Регент
После преждевременной смерти Генриха III в 1261 году Аделаида взяла на себя управление Брабантом от имени своего сына Генриха IV. Аделаида сохраняла власть несмотря на недовольство некоторых аристократов, пока её сын Жан не достиг совершеннолетия в 1268 году.
Старший сын Аделаиды, Генрих, имел физическую и умственную отсталость, которая делала его неспособным эффективно управлять герцогством после достижения совершеннолетия. В результате было решено, что его необходимо заменить вторым сыном Аделаиды Жаном. Генриха постригли в монахи в аббатстве Сен-Бенин в Дижоне.
В 1268 году Аделаида сложила с себя обязанности регента, передав бразды правления Жану. Она умерла через пять лет после этого, а ещё через год её дочь Мария стала королевой Франции.

Изображения
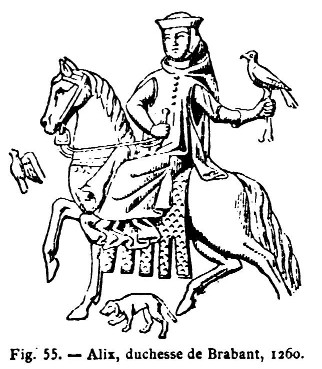
Аделаида Бургундская на коне, 1260 год.
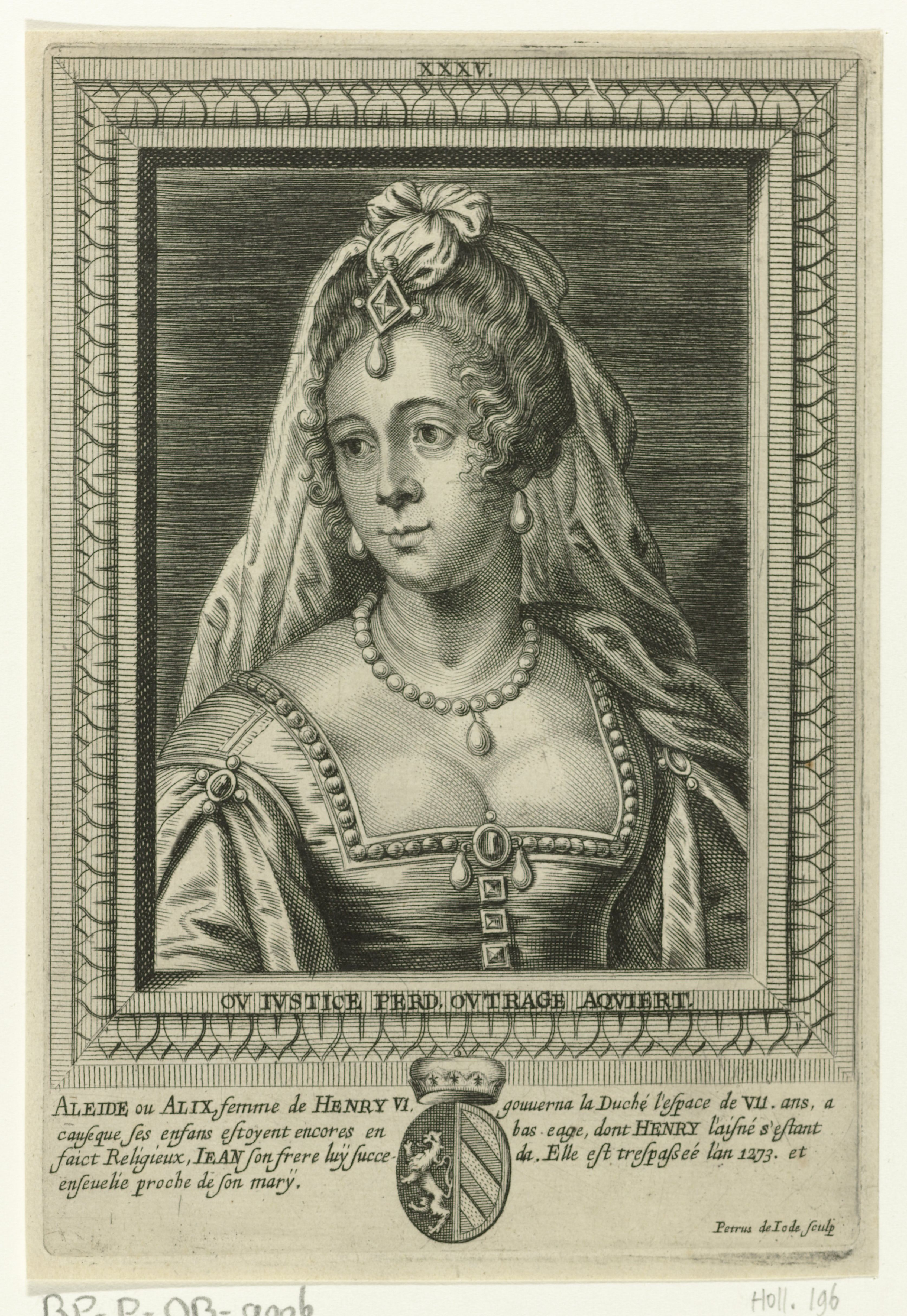
Аделаида Бургундская, портрет 1661—1663 годов.
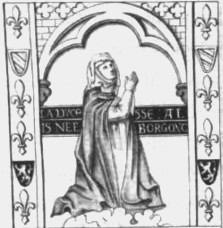
Аделаида Бургундская, 1845 год.
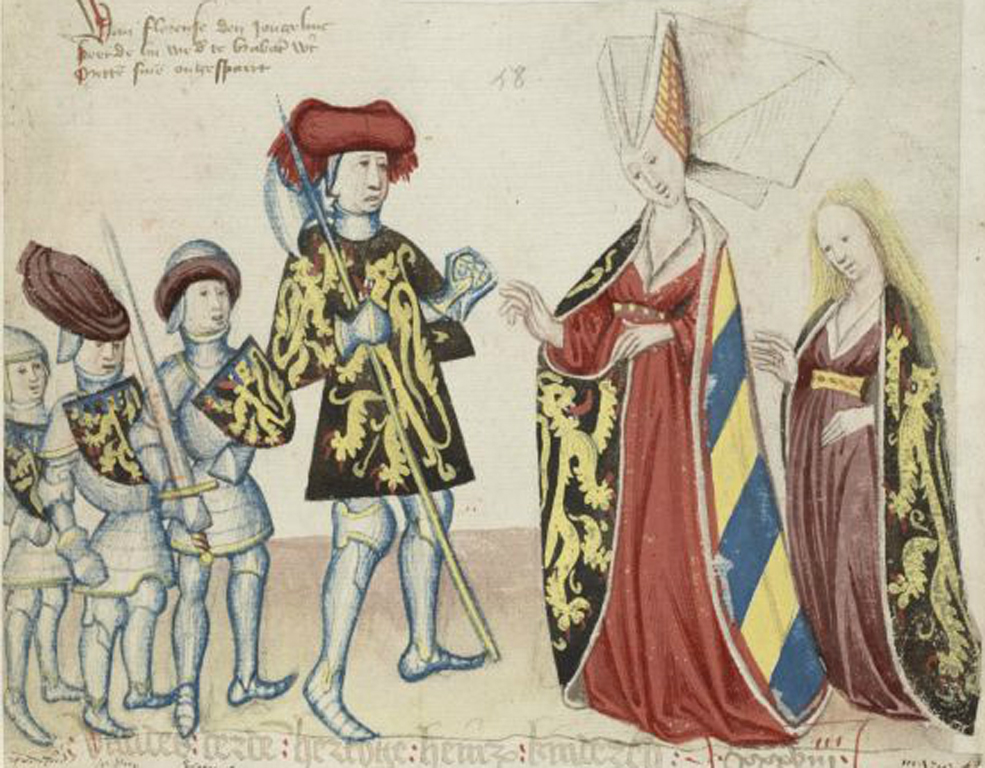
Генрих III с женой Аделаидой Бургундской и детьми.
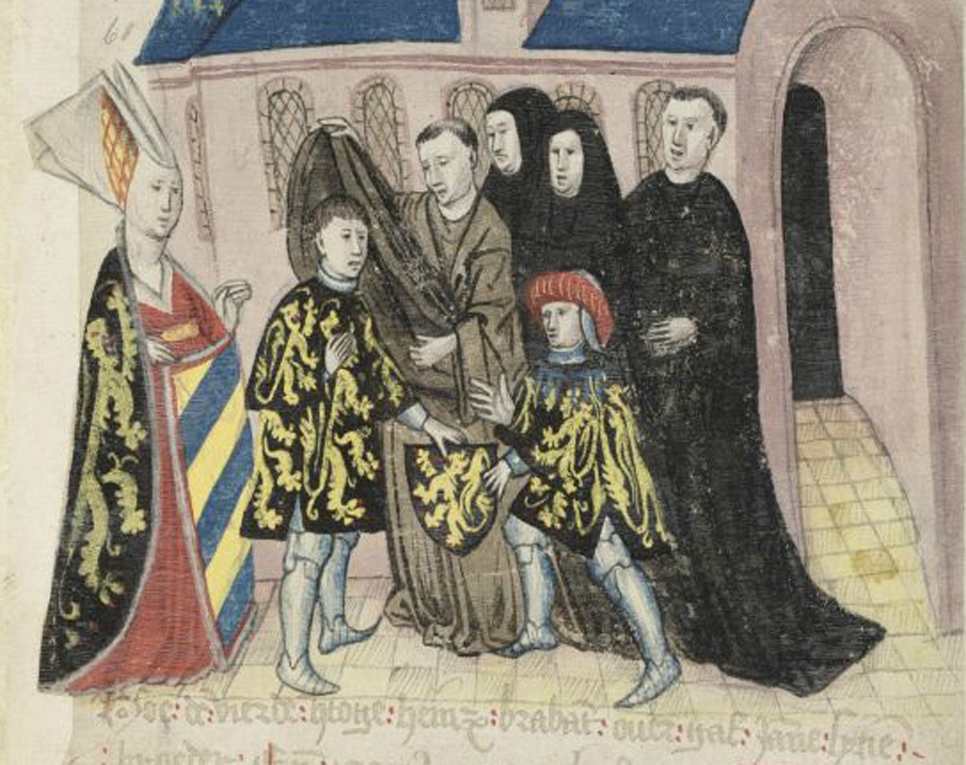
Генрих IV удаляется в монастырь. Аделаида Бургундская присутствует на изображении.
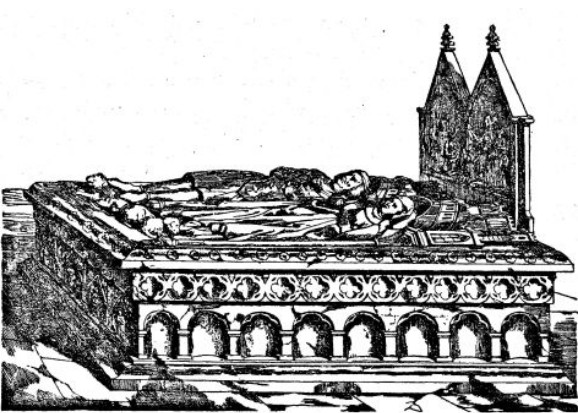
Надгробие Генриха и Аделаиды Бургундской, 1895 год.